# Jeudi on chantera comme dimanche
Jeudi on chantera comme dimanche est un film belge en noir et blanc de 90 minutes, réalisé par Luc de Heusch, sur un scénario d'Hugo Claus, sorti en 1967.
Cette production cinématographique, coproduction franco-belge d'une durée de 1 heure 30, est considérée aujourd'hui comme l'un parmi les premiers longs métrages de fiction soutenus par un ministère de la culture belge.

## Synopsis
Jean est chauffeur de bus dans la région industrielle de Liège. Il ramasse chaque matin les ouvriers de la banlieue pour les conduire à l'usine et rêve de devenir indépendant et de posséder son propre camion. Il est fiancé à Nicole qui est vendeuse dans un grand magasin, mais il ne la voit pas souvent car leurs heures de liberté coïncident mal. L'occasion semble se présenter lors d'un concours publicitaire auquel participe Nicole et où il rencontre Devos, le vendeur des meubles gagnés par Nicole au concours publicitaire. Devos lui vend un vieux camion à crédit, dont Jean devra rembourser le prix en travaillant quelques mois pour lui.

## Fiche technique
- scénario : Luc de Heusch, Hugo Claus et Jacques Delcorde.
- musique : Georges Delerue.
-photographie : Fernand Tack.
-son : Jean Monchalblon.
-décors : Monique Perceval.

## Distribution
- Marie-France Boyer
- Bernard Fresson
- Etienne Bierry
- Francis Lax
- Hervé Jolly
- Françoise Vatel
- Raymond Avenière
- Jean Rovis
- Liliane Vincent

## Récompense
Ce film est recommandé comme approprié à l'éducation des adultes au 16e Internationale Filmwoche à Mannheim.